# Naveen Ruchira
Naveen Ruchira, né le 15 septembre 1989 à Negombo, est un coureur cycliste srilankais.

## Biographie
Naveen Ruchira est devenu champion du Sri Lanka sur route en 2015. Il a également terminé deuxième du critérium aux Jeux sud-asiatiques de 2016.

## Palmarès
- 2015
  -  Champion du Sri Lanka sur route
- 2016
  - 1re étape de la SLT SpeedUp Sawariya[3]
  -  Médaillé d'argent du critérium aux Jeux sud-asiatiques